# بيسجويرا (كانتابريا)
بلدية بيسجويرا (بالإسبانية: Pesquera)‏، هي إحدى بلديات منطقة كانتابريا, المصنفة على أنها مقاطعة أيضاً، في شمال إسبانيا.
يبلغ عدد سكانها 86 نسمة وفقاً لإحصائية سنة (2002).